# Грузинский, Дмитрий Юлонович
Светлейший князь Дмитрий Юлонович Грузинский (11 апреля 1803 — 14 января 1845, Санкт-Петербург) — грузинский князь из царской династии Багратионов.

## Биография
Третий (младший) сын царевича Юлона Ираклиевича (1760—1816) и Саломеи Ревазовны, урожденной княжны Амилахвари (1766—1827), внук царя Грузии Ираклия II.
Дмитрий родился в грузинской царской семье уже после аннексии Картли-Кахетинского царства Российской империей. Его отец Юлон Ираклиевич был сыном предпоследнего царя Грузии Ираклия II и претендентом на царский престол в 1800-1804 годах. В 1805 году царевич Юлон вместе с семьей, за исключением старшего сына Леона, был депортирован царским правительством из Тбилиси в вглубь России. Первоначально их поселили в Туле, затем Юлон с семьей получил разрешение поселиться в Санкт-Петербурге.

## Политическая деятельность
В 1820 году двоюродные братья, князья Дмитрий Юлонович и Окропир Георгиевич, стали основными лидерами грузинских роялистов в Санкт-Петербурге и Москве. Они провели встречи с грузинскими студентами и офицерами в российских городах, пытаясь убедить их, что Грузия должна быть восстановлена как независимое царство под властью династии Багратионов. Наиболее активным центром заговорщиков был Тбилиси, столица Грузии, где играла большую роль княжна Тамара Юлоновна Батонишвили, старшая сестра Дмитрия и фрейлина императрицы. Заговорщики планировали начать мятеж в Тбилиси в декабре 1832 года. Но заговор был раскрыт из-за предательства князя Иасе Палавандишвили. Участники заговора были отправлены в ссылку в дальние губернии России на разные сроки.
Дмитрий Юлонович Грузинский был лишен княжеского титула и отправлен в ссылку в Смоленск. Затем он перешел на русскую государственную службу и получил незначительный чин коллежского регистратора. 6 мая 1833 года Дмитрий Юлонович получил от российского правительства титул князя Грузинского.
В 1845 году 41-летний князь Дмитрий Юлонович Грузинский скончался в Санкт-Петербурге и был похоронен в Александро-Невской лавре. Он не был женат и не оставил после себя потомства.